# Pinillos
Pinillos – miasto w Kolumbii, w departamencie Bolívar.